# Little Dragon
Little Dragon é uma banda sueca de música eletrônica originária de Gotemburgo, formada em 1996. A banda consiste de Yukimi Nagano (voz, percussão), Erik Bodin (bateria), Fredrik Källgren Wallin (baixo) e Håkan Wirenstrand (teclados).
O primeiro lançamento do Little Dragon foi um single em vinil de "Twice"/"Test", lançado pela gravadora Off the Wall em 2006. No ano seguindo, a banda assinou um contato com a gravadora britânica Peacefrog Records e lançou seu álbum homônimo de estreia em agosto de 2007. Seu segundo álbum, Machine Dreams, foi lançado em agosto de 2009 e recebeu boas críticas. O terceiro álbum, Ritual Union, foi lançado em julho de 2011 e ficou na 41ª posição na lista da Rolling Stone dos 50 Melhores Álbuns de 2011. Clash colocou-o na 31ª posição em sua lista dos 40 Melhores Álbuns de 2011. O quarto álbum da banda, Nabuma Rubberband, foi lançado em maio de 2014 pela gravadora Because Music e foi recebido bem pela crítica. Ele recebeu uma indicação por Melhor Álbum Eletrônico/Dance na 57ª edição do Grammy Awards. O quinto álbum da banda, Season High, foi lançado em 14 de abril de 2017.

## História
Little Dragon foi fundada em 1996 em Gotemburgo, Suécia. Yukimi Nagano estava em seu primeiro ano do ensino médio quando conheceu Fredrik Wallin e Erik Bodin. Os três se encontravam após a escola para jam sessions e tocar discos de De La Soul, A Tribe Called Quest e Alice Coltrane. O nome da banda foi inspirado pelo apelido "Little Dragon" (Pequeno Dragão) que Nagano recebeu devido às "birras enfurecidas" que ela fazia ao gravar no estúdio. "É um pouco exagerado, mas existe um pouco de verdade nisso", disse Nagano. "Mas crescemos um pouco, e percebi que não se pode ficar nervoso todos os dias, senão você não será capaz de aguentar uns aos outros".
Little Dragon fez shows pela Europa e também gravou clipes para as músicas "Test", "Twice", "Constant Surprises", "After the Rain" e Fortune". O clipe de "Twice" foi dirigido pelo premiado diretor sueco Johannes Nyholm. O single em vinil de "Fortune"/"Blinking Pigs" foi lançado no Reino Unido em 29 de janeiro de 2009. A música "Twice" esteve presente nos seriados Grey's Anatomy, Revenge e The Vampires Diaries, bem como no filme independente norte-americano I Will Follow.
Por recomendação de sua esposa, Damon Albarn convidou a banda para participar das faixas "Empire Ants" e "To Binge" do terceiro álbum do Gorillaz, Plastic Beach. Mais tarde, Albarn convidou-os para tocar na turnê "Escape to Plastic Beach Tour" do Gorillaz.
Em setembro de 2011, o ex-tecladista Arild Werling voltou para a banda durante as apresentações ao vivo.
Em fevereiro de 2014, foi anunciado que o quarto álbum do grupo, Nabuma Rubberband, seria lançado em 12 de maio no Reino Unido pela Because Music e em 13 de maio nos Estados Unidos pela Loma Vista Recordings. O álbum foi inspirado pelos slow jams de Janet Jackson. "Klapp Klapp" foi lançado como o primeiro single do álbum. O segundo single, "Paris", estreou em um programa da BBC Radio 1 em 08 de abril de 2014. Nabuma Rubberband recebeu uma indicação de Melhor Álbum Eletrônico/Dance no Grammy Awards de 2015.
O quinto álbum da banda, Season High, será lançado em 14 de abril de 2017 sob o selo Loma Vista Recordings. Ele já gerou dois singles, sendo eles "High" e "Sweet".

## Integrantes
- Yukimi Nagano – vocais, percussão
- Fredrik Källgren Wallin – teclados, baixo
- Håkan Wirenstrand – teclados
- Erik Bodin – bateria

## Discografia

### Álbuns de estúdio
- Little Dragon (2007)
- Machine Dreams (2009)
- Ritual Union (2011)
- Nabuma Rubberband (2014)
- Season High (2016)
- New Me,Same Us (2020)

### Álbuns de remixes
- Nabuma Purple Rubberband (2015)[18]
- New Me, Same us Remix EP (2021)

### Álbuns de compilação
- Best Of (2014)